# Conrad Electronic
Conrad Electronic is de handelsnaam van het Duitse bedrijf Conrad Electronic SE dat zowel distributeur van technische producten is als een detailhandel. De verkoop geschiedt aan bedrijven (b2b) en consumenten (b2c) via voornamelijk internet. De hoofdvestiging is in Hirschau in Duitsland. De Nederlandse vestiging in Oldenzaal is een 100%-dochter. Daarnaast zijn er vestigingen in Engeland, Frankrijk, Italië, Oostenrijk, Slowakije, Zweden en Zwitserland. Het bedrijf is partnerschappen aangegaan met bedrijven in Hongarije, Polen, Slovenië en Tsjechië en is actief in Rusland en China. Conrad Electronic heeft een eigen inkoopcentrum in Hongkong.

## Geschiedenis
Conrad Electronic werd in 1923 opgericht door Max Conrad te Berlijn. In 1946 verhuisde het hoofdkantoor naar Hirschau, Beieren. In Nederland werden in de jaren 80 winkels gevestigd in Rotterdam aan de Coolsingel en in Boekelo. Wegens het teruglopen van de belangstelling voor zelfbouw van apparatuur en de trend naar internetshopping zijn deze winkels gesloten. Men heeft nog getracht de vestiging in Boekelo te verplaatsen naar Westermaat in Hengelo (Overijssel), maar daar werd geen toestemming voor verleend omdat daar al twee elektronicabedrijven gevestigd waren. Daarna richtte de Nederlandse tak van het bedrijf zich volledig op online verkoop.

## Assortiment
Het assortiment bestaat uit artikelen op het gebied van bijvoorbeeld auto-accessoires, batterijen, componenten, computers, development kits zoals Arduino en Raspberry Pi, elektronica, gereedschap, huistechniek, kabels, meettechniek, modelbouw, modelspoor, multimedia en smart home.

## Sponsoring
Sinds 1994 is Conrad hoofdsponsor van de Twenterally, een autosport evenement dat jaarlijks wordt verreden rondom Hengelo.